# Clifton (New Jersey)
Clifton è una città degli Stati Uniti d'America, nella contea di Passaic, nello Stato del New Jersey.